# 埃斯佩里迪昂港
埃斯佩里迪昂港是巴西马托格罗索州的一个市镇。总面积5815.306平方公里，总人口9623人，人口密度1.7人/平方公里。